# Инструмент ли е гайдата?
„Инструмент ли е гайдата?“ е български игрален филм (драма) от 1978 година на режисьора Асен Шопов, по сценарий на Киран Коларов. Оператор е Ивайло Тренчев. Музиката във филма е композирана от Кирил Дончев.

## Актьорски състав
| Изпълнител            | Роля                           |
| --------------------- | ------------------------------ |
| Филип Трифонов        | Колето, редник                 |
| Детелина Лазарова     | Еленка „Ленчето“, пощаджийка   |
| Петър Слабаков        | бай Янко, бащата на Колето     |
| Григор Вачков         | бай Илия, попът                |
| Никола Тодев          | Иван, берберинът               |
| Климент Денчев        | Пушо                           |
| Васил Михайлов        | Никола, секретарят на съвета   |
| Стоян Гъдев           | бай Киро, кръчмаря             |
| Димитър Керанов       | даскала                        |
| Мариана Хаджихристова |                                |
| Димитър Панов         | бай Донко/ братът на бай Донко |
| Владимир Давчев       | старшина Нако                  |
| Румяна Първанова      |                                |
| Владислав Молеров     |                                |
| Георги Геров          |                                |